# Цзяинь
Цзяи́нь (кит. упр. 嘉荫, пиньинь Jiāyīn) — уезд городского округа Ичунь провинции Хэйлунцзян (КНР). Название уезда происходит от реки Цзяиньхэ.

## История
Сначала эти земли входили в состав уезда Лобэй. В 1929 году из уезда Лобэй был выделен уезд Фошань (佛山县).
В 1932 году в Маньчжурии японцами было создано марионеточное государство Маньчжоу-го. В декабре 1934 года в Маньчжоу-го было произведено изменение административно-территориального деления, и этот уезд попали в состав новой провинции Хэйхэ. В 1941 году в Маньчжоу-го произошло ещё одно изменение административно-территориального деления, и уезд Фошань попал в состав провинции Саньцзян.
По окончании Второй мировой войны правительство Китайской республики осуществило административно-территориальный передел Северо-Востока, и уезд Фошань оказался в составе провинции Хэцзян. В мае 1947 года был ликвидирован уезд Уюнь (乌云县), его земли к северу от реки Уюньхэ вошли в состав уезда Сюнькэ, а земли к югу от Уюньхэ — в состав уезда Фошань. В мае 1949 года уезд Фошань перешёл под юрисдикцию провинции Хэйлунцзян.
В декабре 1949 года уезд был подчинён Специальному району Суйхуа, в марте 1953 года — Специальному району Хэйхэ. В связи с тем, что в провинции Гуандун также существовал уезд Фошань, в ноябре 1955 года название уезда было изменено на Цзяинь.
В апреле 1970 года уезд Цзяинь был передан из округа Хэйхэ в состав округа Ичунь, который в 1979 году был преобразован в городской округ.

## Административное деление
Уезд Цзяинь делится на 3 посёлка, 6 волостей и 1 ферму.
| № | Название | Название (кит.) | Статус  | Население чел. (2010) | На карте                         |
| - | -------- | --------------- | ------- | --------------------- | -------------------------------- |
| 1 | Чаоян    | 朝阳镇          | поселок | 26047                 | 48°53′24″ с. ш. 130°23′51″ в. д. |
| 2 | Уюнь     | 乌云镇          | поселок | 7894                  | 49°16′43″ с. ш. 129°38′22″ в. д. |
| 3 | Баосин   | 保兴乡          | волость | 6575                  | 48°37′18″ с. ш. 130°30′22″ в. д. |
| 4 | Сянъян   | 向阳乡          | волость | 5571                  | 49°10′51″ с. ш. 129°45′30″ в. д. |
| 5 | Улага    | 乌拉嘎镇        | поселок | 4582                  | 48°23′55″ с. ш. 130°09′14″ в. д. |
| 6 | Чаншэн   | 常胜乡          | волость | 2722                  | 49°24′31″ с. ш. 129°30′50″ в. д. |
| 7 | Хунгуан  | 红光乡          | волость | 2620                  |                                  |
| 8 | Хуцзя    | 沪嘉乡          | волость | 2255                  | 49°05′39″ с. ш. 129°27′15″ в. д. |
| 9 | Циншань  | 青山乡          | волость | 2029                  |                                  |

## Соседние административные единицы
Уезд Цзяинь на юго-западе граничит с районами Танванхэ и Уилин, на западе — с территорией городского округа Хэйхэ, на юго-востоке — с территорией городского округа Хэган, на северо-западе — с территорией Российской Федерации.